# 암흑류
암흑류(暗黑流, 영어: Dark flow)는 은하단의 특이운동 중 이론적으로 랜덤하지 않은 요소를 나타내는 천체물리학 용어이다. 은하단의 실제 측정 속도는 허블의 법칙으로 예견된 속도 이외에 작지만 설명이 되지 않는(암흑) 공통 방향의 속도의 합으로 나타난다.
표준 물리 우주론에 따르면, 우주 마이크로파 배경에 대한 은하단의 움직임은 모든 방향에서 무작위여야 한다. 하지만, 천문학자 알렉산데르 카슬린스키, F. 아트리오 바란델라, D. 코체브스키, H. 에벨링 등은 3년간의 윌킨슨 마이크로파 비등방성 탐색기(WMAP)의 데이터를 동적 수냐에프-젤도비치 효과를 이용한 분석을 하여 은하단이 센타우루스자리와 돛자리 사이의 천구의 20도 정도의 영역을 "놀라울 정도로 일관성 있는" 600–1000 km/s의 속도 흐른다는 증거를 발견하였다.
연구자들은 이 운동이 우주의 인플레이션 시기 이전의 우주에 더 이상 보이지 않는 지역의 영향에 의한 잔향일 가능성이 있다고 제안했다. 망원경으로는 대폭발 이후 38만 년까지의 우주는 볼 수 없는데, 이 시기에 우주 마이크로파 배경이 방출되면서 우주가 투명하게 되었다. 이 시기가 460억 광년(4.6×1010 LY)의 거리에 있는 입자 지평선에 해당한다. 이들의 제안에서는 은하단이 알짜운동을 일으키게 하는 원인 물질이 이 영역의 바깥에 있으므로, 어떤 의미에서는 관측 가능한 우주 너머에 있게 되지만, 그럼에도 여전히 우리의 과거 광추(빛 원뿔) 안에 있게 된다.
이러한 결과는 2008년 10월 20일자 《천체물리학 저널 레터》에 실렸다.
2013년 플랑크 우주망원경의 자료에 따르면 이러한 규모에서의 "암흑 흐름"에 대한 증거는 없으며, 관측 가능한 우주 너머의 중력 효과 또는 다중 우주의 존재에 대한 증거도 거의 없다는 연구가 나왔다. 하지만 2015년에 카슬린스키 등은 플랑크의 자료와 WMAP의 자료를 이용하여 암흑류의 존재를 뒷받침하는 증거를 발견했다고 주장했다.

## 위치

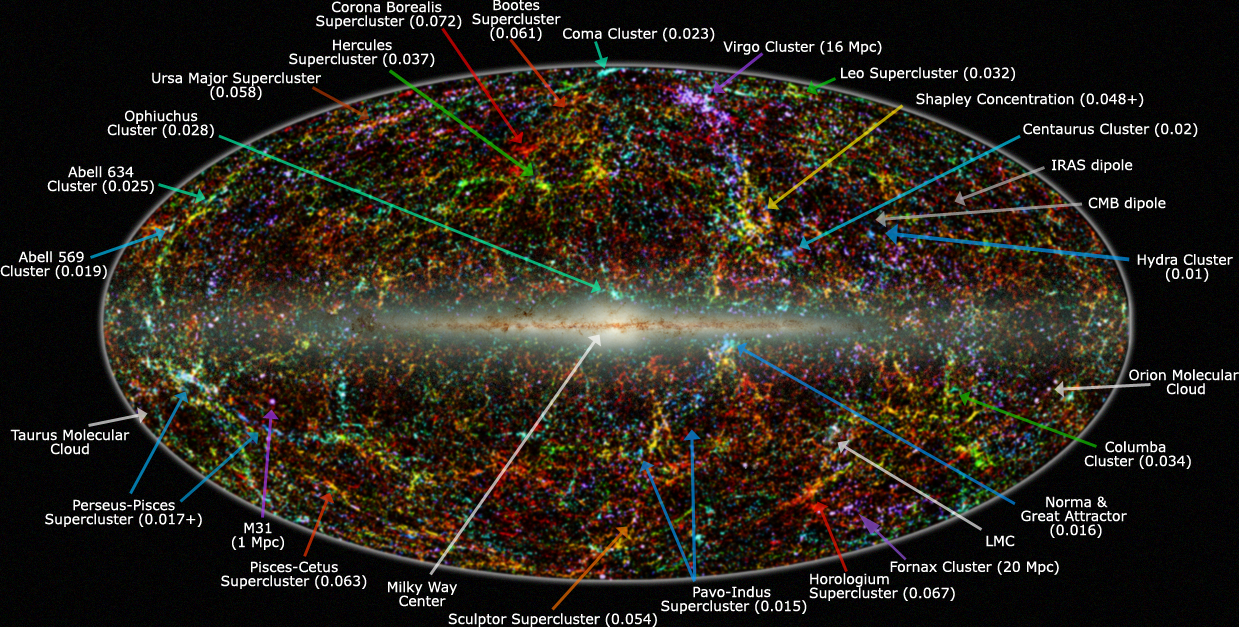
하늘 전체를 근적외선으로 본 파노라마 사진. 은하 디스크 근처 하단 오른쪽에 긴 화살표로 직각자자리 은하단과 거대 인력체가 표시되어 있다.

암흑류는 센타우루스자리와 바다뱀자리 방향으로 흐르고 있다. 이 방향은 1973년 발견한 미스터리의 중력체인 거대 인력체의 위치와 같다. 하지만 이 거대 인력체의 끌림의 원천은 직각자자리 은하단라 부르는 우리은하에서 약 2억 5000만 광년 떨어진 거대 은하 집합체인 것으로 생각되었다.
2008년부터 카슬린스키는 자신의 연구를 확장하기 시작하여 관측하는 은하단을 700개에서 2배로 늘리고, 3년간의 결과 대신 5년 간의 WMAP 결과를 사용하여 2010년 3월부터 이에 대한 연구를 시작하였다. 또한 은하단을 서로 다른 거리 범위를 나타내는 4개 조각으로 구분하였다. 그 다음 각각의 조각 내에서 은하 핵들이 주로 어느 방향을 향하여 움직이는지를 관측했다. 이 흐름의 방향과 크기는 서로 약간의 차이가 있지만 대부분의 경우에서 조각들 내 은하핵들은 비슷한 흐름을 보여주었다. 여기서 카슬린스키는 "우리는 이 축을 따르는 움직임을 발견했지만, 현재로서는 우리 데이터들이 은하단들이 오고가는지에 대하여 우리가 원하는 만큼 강하게 말할 수는 없다"고 말했다.
연구진은 지금까지 25억 광년 범위까지 이 효과를 목록화했으나 앞으로 현재 거리의 2배 거리까지 목록화하는 것을 목표로 하고 있다.

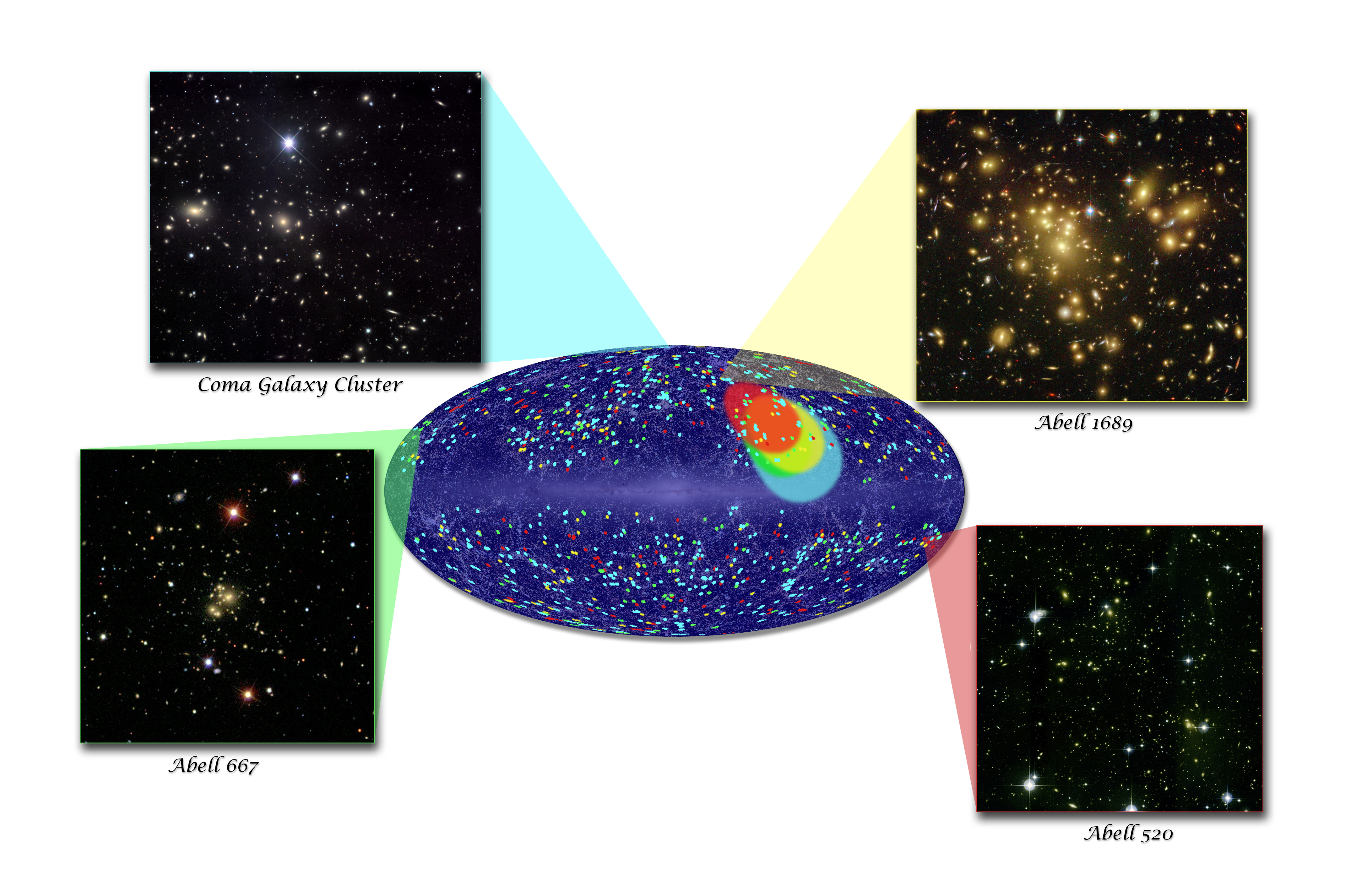
암흑류의 모습. 색깔이 있는 점들은 4개의 거리 조각 중 하나를 나타낸 것이며, 거리가 멀수록 붉은 색에 가까운 색깔로 칠했다. 색칠된 타원 모양은 색칠한 점들이 보편적으로 흐르는 방향을 나타낸 것이다. 거리별로 나눈 각 조각들 중 가장 유명한 은하들의 사진들도 나와 있다.

## 비판
천체물리학자 에드워드 라이트 (Edward L. Wright)는 연구 방법에 결함이 많다는 5가지 요지의 주장의 글을 온라인에 업로드했다. 암흑류 연구팀들은 이 5가지 주장을 다시 반박하는 글을 올렸다.
2009년에는 랸 카이슬러가 기고한 통계 작업을 거친 논문에서 암흑류 연구팀들이 우주 마이크로파 배경의 비등방성을 제대로 고려하지 않고 암흑류가 인류에게 알려져 있는 단순한 물리적 현상일 가능성을 염두에 두지 않았다고 비판했다.
NASA의 고더드 연구센터는 암흑류 현상이 형제 우주 또는 관측 가능한 우주와는 근본적으로 다른 시공간을 가진 영역의 영향일 가능성이 있다고 발표했다. 이를 연구하기 위해 약 천개 이상의 은하단을 분석했다. 분석 대상 중에서는 30억 광년이나 떨어진 곳의 은하도 있었다. 알렉산드르 카슬린스키는 우주의 일정한 흐름은 결코 통계적 우연이 아니라고 주장했다. 카슬린스키는 다음과 같이 말했다. "현재 우리는 이 현상이 무엇인지 또는 어떠한 현상인지 규명하기에는 가진 정보가 턱없이 부족하다. 다만 우리는 우리가 볼 수 없는 아주 멀리 떨어진 곳에 우리가 관측할 수 있는 것과는 매우 다른 무언가가 있을 것이라고 추측할 뿐이다. 이 무언가에는 '또 다른 우주'일수도 있고, 우리가 알지 못하는 또 다른 시공간의 흔적일수도 있다." 로라 메르시니휴턴 (Laura Mersini-Houghton)과 리치 홀먼은 다른 우주와 상호 작용을 하는 이론이나 CMB의 기준 축이 우주의 팽창과 맞지 않을 때 비등방성이 생길 수 있음을 암시하는 결과를 보였다.
2013년, 유럽 우주국이 보낸 플랑크 천체망원경의 자료에 의하면 암흑류를 증명하는 통계적인 증거는 없다고 발표했다. 하지만 플랑크 우주선의 전 협업학자인 페르난도 아트리오 바란델라와 같은 일부 학자들은 플랑크가 보내온 데이터는 WMAP의 데이터의 그것과 같다고 주장한다. 대중 매체에서는 플랑크 위성에 의한 결과가 다중 우주의 존재를 뒷받침한다는 메르시니 호턴의 주장에 주목을 하고 있다.

## 같이 보기
- 거대 인력체
- 섀플리 초은하단 (Shapley Supercluster)